# Cephalophus hypoxanthus
Céphalophe d'Itombwe
Espèce
Statut de conservation UICN

 EN  : En danger
Cephalophus hypoxanthus, le Céphalophe d'Itombwe, est une espèce de mammifères africaine de la famille des bovidés.

## Répartition
L'aire de répartition s'étend du massif de l'Itombwe en République démocratique du Congo à l'ouest du lac Tanganyika. Son habitat est les forêts de montagne.

## Description
Le céphalophe d'Itombwe atteint une longueur tête-torse d'environ 85 à 95 cm, une longueur de queue d'environ 11 à 15 cm et un poids de 13 à 16 kg. Dans l'ensemble, le pelage est jaune clair à marron, la base des poils est teintée de gris clair, il est clairement plus brillant que le céphalophe à front noir. Les poils sont longs et relativement doux. Il n'y a pas de bande centrale sur le dos, comme c'est le cas avec certaines autres espèces de céphalophe, mais la base des poils est de couleur plus foncée dans cette zone. Les pattes ne sont que légèrement plus foncées que le corps. Les pattes antérieures sont légèrement teintées de gris-brun sous le genou. Sur les pattes postérieures, la teinte est à peine visible sur les cuisses. Le menton est blanc. Les deux sexes ont des cornes.

## Comportement
On ne sait rien de son mode de vie. Comme le céphalophe au front noir, il est probablement diurne et se nourrit de fruits et de feuilles.

## Taxonomie
Cephalophus hypoxanthus est d'abord décrit en 2001 par Peter Grubb et Colin Groves comme une sous-espèce de Cephalophus nigrifrons. Cependant, après une révision des ongulés en 2011 par Colin Grove, il est reconnu comme une espèce distincte.